# Луцій Тарквіній Пріск
Лу́цій Таркві́ній Прі́ск (лат. Lucius Tarquinius Priscus, справжнє ім'я Лукумон, також відомий як Тарквіній I або Тарквіній Древній; ? — 579 до н. е.) — п'ятий цар стародавнього Риму (616 — 579 до н. е.).

## Походження
Існує декілька версій походження роду Тарквініїв. Загальновизнаною є версія, що Тарквіній за походженням був етруском, і переїхав до Риму з етруського міста Тарквінії за правління Анка Марція, спочатку мав ім'я Лукумон. Його мати була знатною етрурянкою, а батько був вихідцем з грецького міста Коринфа. Сам Тарквіній був одружений з Танаквіль — представницею заможного етруського роду, яка підштовхнула його до переїзду в Рим.
Деякі вчені, наприклад А. Енман, вважають, що Рід Тарквініїв насправді нічого спільного не мав ні з Грецією, ні з Етрурією. Етруське походження Тарквінія головним чином пояснюють схожістю імені царя з етруським містом Tarquinii. На думку вченого, це був просто один з патриціанських родів Риму. Латинське походження царів Тарквиніїв крім того випливає з когномена Priscus, бо Casci або Prisci називався етнічний елемент, який разом латинами (PrisciLatini, тобто PriscietLatini), складав сукупність латинського племені. Цей когномен присвоїли царю набагато пізніше його правління, щоб розрізняти його від іншого царя з таким самим ім'ям.
Також Нібур та Моммзен поділяють погляд Енмана, і заперечують етруське походження Тарквінія, навіть висловлюють сумніви щодо історичності його особистості. На відміну від них, французький етрусколог Домінік Брікель зазначав, що «традиційну» історію усіх трьох царств — Тарквінія Древнього, Сервія Тулія і Тарквінія Гордого — слід розглядати як реальні факти.
Та все ж, доказом історичності цього діяча слугували розкопки в місті Цера, де була знайдена гробниця Тарквініїв. Там були знайдені численні глиняні глечики та інші посудини, розписані чорними малюнками, та інші артефакти, які свідчать про високий рівень розвитку мистецтва за правління Тарквініїв.

## Прихід до влади
Згідно праці Тіта Лівія, по дорозі у Рим, орел підлетів до Тарквінія та своїми кігтями зняв шапку з його голови, після чого підлетів вгору і поклав її знову на голову майбутнього царя, ніби увінчавши його волею богів. Танаквіль побачила у цьому знамення, що в Римі на нього чекають слава та почесті.
Приїхавши в Рим, Тарквіній зайняв активну громадську позицію, брав участь у воєнному житті міста. Після смерті Анка Марція, Тарквіній виступив на зборах з настільки переконливою промовою, що римський народ одностайно запропонував передати йому царські повноваження.

## Правління
За Титом Лівієм, Тарквіній Древній правив у Римі 38 років.
- Провівши кілька переможних воєн з сабінянами і латинянами, Тарквіній Древній приєднав їх області до Риму.[2]
- За наказом Тарквінія почалася добудова кам'яних стін там, де були лише земляні укріплення;[8]
- Збудував храм Юпітера Капітолійського;[8]
- За його правління велися роботи по осушенню болотистих місць на рівнинах, що лежать між пагорбами. Були проведені спеціальні канали, для спуску воду в Тибр — Велика Клоака(«Клоака Максима»).[2]
- Побудований великий цирк(«Circus Maximus») для кінських перегонів і кулачних боїв, що проводилися щорічно (Великі або Римські ігри).[2][9]
- Збільшив сенат до 300 осіб за рахунок нових членів зі збіднілих родів (наприклад, Октавіїв), та центуріальну коміцію до 1800 чоловік.

## Військова діяльність
Згідно даним Діонісія Галікарнаського, Тарквіній Древній підкорив 12 міст Етрутрії. Під час свого царювання вів успішні війни з латинами та сабінянами. Нападом були взяті такі міста як Апіоли, Фірулея, Камерія і Номентум. Ті латинські міста, які здавалися без бою, повинні були стати римськими союзниками без зменшення своїх колишніх прав.

## Інша діяльність
За правління Тарквінія до Риму були вивезені цінні етруські книги. Тарквіній Пріск переклав «Етруський трактат про знамення», яким надихнувся Вергілій, на латину, та, можливо, був автором книги «Про відомих людей».

## Смерть
Під час свого правління, він взяв під опіку маленького Сервія Тулія, свого улюбленця та наступника в майбутньому. Це викликало невдоволення синів Анка Марція, які й без того вороже ставилися до Тарквінія, тому що він нібито позбавив влади їхнього батька. Вони вважали себе законними спадкоємцями римського трону, і не хотіли, щоб безрідний Сервій Тулій зайняв їх місце, тому запланували вбивство Тарквінія. Для здійснення вбивства були обрані два найвідчайдушніших пастуха. Взявши з собою звичайні знаряддя праці, вони підняли показну бійку поряд з царським будинком, супроводжуючи її шумом і криками. Обидва вони кликали царя, вимагаючи, щоб той вирішив їх суперечку. Після того, як ліктор зупинив їх і наказав, щоб пастухи пояснили царю по черзі, в чому суть справи, один з них своєю розповіддю відволікав царя, а другий вдарив Тарквінія сокирою та вбив. Але змовники фактично нічого цим не досягли, адже царем Риму в подальшому все одно став Сервій Тулій.